# Anthony (Nuovo Messico)
Anthony è una città della contea di Doña Ana, Nuovo Messico, Stati Uniti. La popolazione era di 9 360 abitanti al censimento del 2010. È situata al confine tra il Nuovo Messico e il Texas nell'Alta Mesilla Valley (immediatamente a nord di Anthony, Texas), e sulla Interstate 10, a 43 km a sud di Las Cruces e 33 km a nord di El Paso, Texas. La città fa parte dell'area statistica combinata di El Paso-Las Cruces.
In un'elezione tenutasi il 5 gennaio 2010, i residenti di Anthony hanno votato a favore dell'incorporazione della comunità. Sono stati espressi 561 voti, con 410 (73,1%) a sostegno della misura e 151 (26,9%) contrari. Il nuovo comune è entrato ufficialmente in vigore il 1º luglio 2010. Prima di allora, la città era un census-designated place (CDP).

## Geografia fisica
Secondo l'Ufficio del censimento degli Stati Uniti, ha una superficie totale di 3,96 mi² (10,26 km²).

## Società

### Evoluzione demografica
Secondo il censimento del 2010, la popolazione era di 9 360 abitanti.

### Etnie e minoranze straniere
Secondo il censimento del 2010, la composizione etnica del CDP era formata dal 61,5% di bianchi, lo 0,8% di afroamericani, lo 0,5% di nativi americani, lo 0,1% di asiatici, lo 0,1% di oceanici, il 34,5% di altre razze, e il 2,5% di due o più razze. Ispanici o latinos di qualunque razza erano il 97,4% della popolazione.